# Ca l'Esteve Llebre
Ca l'Esteve Llebre és una casa d'Amer (Selva) inclosa a l'Inventari del Patrimoni Arquitectònic de Catalunya.

## Descripció
Immoble de tres plantes, entre mitgeres, cobert amb una teulada d'una sola aigua de vessant a façana. Està ubicat al costat dret del carrer Migdia.
La façana principal, que dona al carrer Migida, està estructurada internament en una sola crugia. La planta baixa consta de dues obertures, a destacar especialment el gran portal d'accés rectangular equipat amb una gran llinda monolítica de gran proporcions i muntants de pedra ben treballats i escairats. En la llinda es pot llegir una inscripció molt interessant que diu així: "AVE MARIA SI PECADO COCDA / I H S / HIERONI BOIX ME FECIT / 1 6 8 7".
En el primer pis trobem una obertura rectangular equipada amb llinda monolítica, muntants de pedra i ampit treballat.
En el segon pis tenim una obertura irrellevant, ja que no ha rebut cap tractament singular a destacar.
Tanca la façana en la part superior un ràfec format per quatre fileres: la primera de rajola plana, la segona de rajola en punta de diamant, la tercera de rajola plana i la quarta de teula.
Remarcar a mode d'apunt que la pedra té poc acta de presència en la façana, fins al punt que la trobem concentrada únicament en dos sectors específics com són per una banda la llinda i muntants del portal d'accés de la planta baixa, mentre que per l'altra, en la llinda, muntants i ampit de la finestra del primer pis. Esmentar que en els dos casos es tracta de pedra sorrenca.

## Història
El carrer Migdia, on trobem inscrit Ca l'Esteve Llebre, pertany a un dels barris més importants d'Amer com és El Pedreguet. Es tracta d'un barri emblemàtic que té en el carrer Girona un dels seus màxims exponents, com així ho acredita el fet de ser una de les principals artèries del nucli des de l'edat mitjana, com també ser l'eix vertebrador del barri.